# سرجیو شولمیستر
سرجیو شولمیستر (انگلیسی: Sergio Schulmeister; ۳۰ آوریل ۱۹۷۷ – ۴ فوریهٔ ۲۰۰۳) بازیکن فوتبال اهل آرژانتین بود.
از باشگاه‌هایی که در آن بازی کرده‌است می‌توان به باشگاه فوتبال اتلتیکو هوراکان اشاره کرد.